# Бибигон
Бибиго́н — персонаж, мальчик-с-пальчик, который говорит, что свалился с Луны и живёт на даче Корнея Чуковского. Главный враг мальчика — злой колдун Брундуляк, «огромный и грозный» индюк (но это лишь маскировка), умеющий превращать людей в животных. В конце сказки Бибигон побеждает и убивает Брундуляка.

## Первое появление
Персонаж Бибигон был придуман Корнеем Чуковским и впервые появился в последней его детской сказке «Приключения Бибигона». Сказка начала печататься под названием «Бибигон: самая волшебная сказка» в журнале «Мурзилка» с 1945 по 1946 годы.
В 1956 году сказка вышла отдельной книжкой в сильно переработанном виде, однако полностью она была опубликована в 1963 году.

## Другие появления
В 1981 году Бибигон появился в одноимённом кукольном мультфильме.
Его именем назван российский детский телеканал «Бибигон», принадлежащий холдингу ВГТРК.
Бибигон являлся одним из персонажей детской передачи «Спокойной ночи, малыши!» с 2009 по 2011 год.
Бибигон упоминается в песне группы «Ундервуд» «Федюнчик, посмотри Титаник», в песне Вячеслава Бутусова «Бибигон» (альбом «Овалы»), а также в песне Александра Щербины «Песенка о Бибигоне».